# Distrikt Tauca
Der Distrikt Tauca liegt in der Provinz Pallasca in der Region Ancash in West-Peru. Der Distrikt wurde am 2. Januar 1857 gegründet. Er besitzt eine Fläche von 199 km². Beim Zensus 2017 wurden 2860 Einwohner gezählt. Im Jahr 1993 lag die Einwohnerzahl bei 3398, im Jahr 2007 bei 3238. Die Distriktverwaltung befindet sich in der 3367 m hoch gelegenen Ortschaft Tauca mit 1376 Einwohnern (Stand 2017). Tauca liegt 9 km südsüdwestlich der Provinzhauptstadt Cabana. Neben dem Hauptort gibt es noch die größere Ortschaft Hualalay mit 202 Einwohnern.

## Geographische Lage
Der Distrikt Tauca liegt im südlichen Westen der Provinz Pallasca. Der Río Tablachaca fließt entlang der westlichen Distriktgrenze nach Süden.
Der Distrikt Tauca grenzt im Westen an den Distrikt Santiago de Chuco (Provinz Santiago de Chuco), im Norden an den Distrikt Bolognesi, im Nordosten an den Distrikt Cabana, im Südosten an den Distrikt Corongo (Provinz Corongo) sowie im Süden an die Distrikte Llapo und Santa Rosa.